# The Hamptons

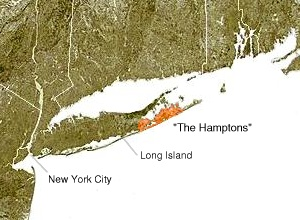
The Hamptons, zvýrazněny na Jižní vidlici Long Islandu, ostrova, táhnoucího se 118 mi do Atlantského oceánu východně od Manhattanu

The Hamptons jsou oblíbeným (a exkluzivním) přímořským letoviskem a jednou z historických letních kolonií v severovýchodních Spojených státech. The Hamptons zahrnují skupinu vesnic a osad ve městech Southampton a East Hampton, které společně tvoří poloostrov South Fork na jihovýchodním konci Long Islandu, v Suffolk County ve státě New York.
Montaukská větev Long Islandské železnice, Montaukská dálnice a soukromé autobusové společnosti spojují Hamptons se zbytkem Long Islandu a s městem New York, zatímco námořní spojení (přívozy – ferries) spojují Hamptons s ostrovem Shelter a s Connecticutem.
V Hamptons se nachází také southamptonský kampus Newyorské státní univerzity ve Stony Brook.

## Od západu na východ

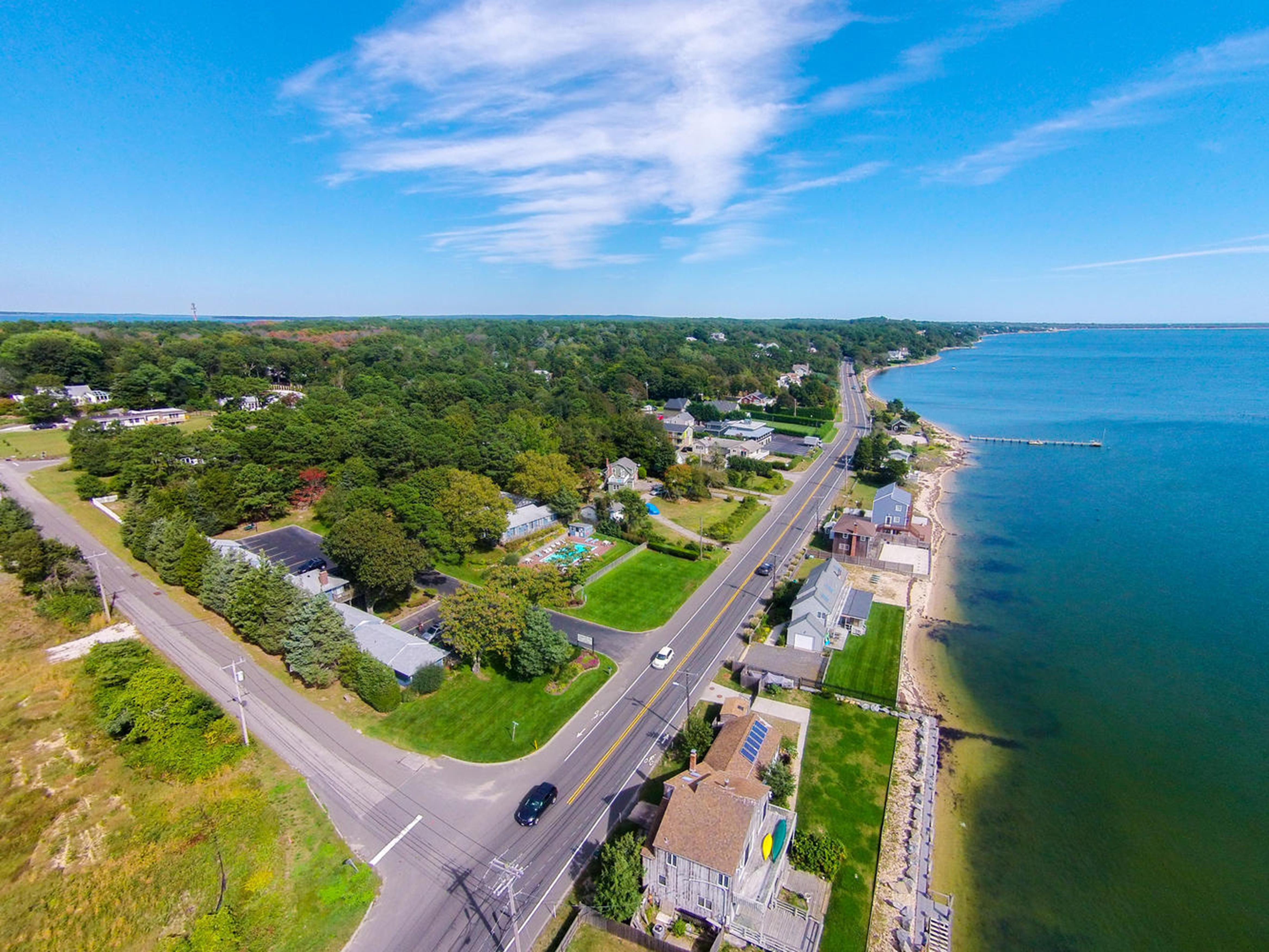
Letecký pohled na zátoku Shinnecock Bay v Hampton Bays.

The Hamptons zahrnují následující osady a vesnice ve městě Southampton:
- Eastport (osada)
- Speonk (osada)
- Remsenburg (osada)
- Westhampton (osada)
- West Hampton Dunes (vesnice)
- Westhampton Beach (vesnice)
- Quogue (vesnice)
- East Quogue (osada)
- Hampton Bays (osada)
  - Turistická zajímavost: Shinnecock Bay
- Shinnecock Hills (osada)
- North Sea
- Southampton (vesnice)
- Water Mill (osada)
- Bridgehampton (osada)
- Sagaponack (vesnice)
- Sag Harbor (vesnice, sdílená s East Hamptonem)

The Hamptons zahrnují následující osady a vesnice ve městě East Hampton:
- Sag Harbor (vesnice, sdílená se Southamptonem)
- Wainscott
- East Hampton (vesnice)
- Northwest Harbor
- Springs
- Amagansett
- Montauk

V hranicích města Southampton se vedle osad Shinnecock Hills a Village of Southampton nachází také Shinnecockská rezervace Shinnecockského indiánského národa.

## Místa
Jádrem rekreační oblasti východního konce Long Islandu jsou tato místa:
| Vesnice/osada | Město                                  | Počet obyvatel (2015) | Celková rozloha     | Rozloha pozemků     |
| ------------- | -------------------------------------- | --------------------- | ------------------- | ------------------- |
| Amagansett    | East Hampton Town                      | 1,165                 | 8,0 sq mi (21 km2)  | 6,2 sq mi (16 km2)  |
| Bridgehampton | Southampton Town                       | 1,756                 | 11,2 sq mi (29 km2) | 9,3 sq mi (24 km2)  |
| East Hampton  | East Hampton Town                      | 1,114                 | 4,9 sq mi (13 km2)  | 4,8 sq mi (12 km2)  |
| Sagaponack    | Southampton Town                       | 324                   | 8,0 sq mi (21 km2)  | 6,2 sq mi (16 km2)  |
| Sag Harbor    | 60% Southampton; 40% East Hampton Town | 2,274                 | 2,5 sq mi (6,5 km2) | 1,7 sq mi (4,4 km2) |
| Southampton   | Southampton Town                       | 3,280                 | 6,8 sq mi (18 km2)  | 6,3 sq mi (16 km2)  |
| Wainscott     | East Hampton Town                      | 650                   | 7,3 sq mi (19 km2)  | 6,2 sq mi (16 km2)  |
| Water Mill    | Southampton Town                       | 1,559                 | 12,5 sq mi (32 km2) | 11,0 sq mi (28 km2) |
| Montauk       | East Hampton Town                      | 3,326                 | 19.8 sq mi (51 km2) |                     |

## Popis
The Hamptons jsou domovem mnoha komunit. Historicky je to oblast zemědělská a rybářská a řada farem je zde stále v provozu. Patří k nim, mimo jiné, i tři komerční vinice.
Vzhledem ke své zeměpisné poloze měla tato oblast odjakživa silné obchodní i společenské vazby k Nové Anglii, zejména k blízkým státům Connecticut and Rhode Island. Z Connecticutu sem přišla většina původních osadníků a ti samozřejmě obchodovali s tamními komunitami. Také architektonické rysy starších budov a estetika vesnic v Hamptons silně připomínají Novou Anglii. Nejtypičtějším příkladem jsou Sag Harbor Village a East Hampton Village.
Když však byla postavena železnice, spojující Long Island s New York City, značně se rozrostla komunita prázdninových obyvatel. Vesnice Southampton, která je z Hamptonů nejstarší a leží nejzápadněji, rychle vyrostla. Dodnes je největší i charakterově nejrozmanitější. Ostatní vesnice a osady rostly pomaleji.
Zemědělskou komunitu nahradili umělci a profesionálové, zejména v Southampton Village a Sag Harbor Village. Místní umělecká komunita datuje své kořeny do 19. století. Umělecká vesnice (Art Village) v Southamptonu a komunita Springs v East Hamptonu již hostily řadu umělců a pořádaly celou několik škol umění, například Letní školu Shinnecock Hills (Shinnecock Hills Summer School), založenou Williamem Merrittem Chasem.

### V současnosti
Vesnice a osady se vyznačují tím, že počet jejich obyvatel značně narůstá v letních měsících, přestože se Hamptons víc a víc stávají pro obyvatele New Yorku i celoroční víkendovou destinací.
Ceny rezidenčních nemovitostí v Hamptons patří k nejvyšším ve Spojených státech. Historicky jsou ceny velmi vysoké jižně od silnice Route 27, blíže k pobřeží oceánu a Route 27 slouží jako rozhraní mezi světem s vyšším sociálním postavením (a vysokými cenami pozemků a nemovitostí) a těmi ostatními na sever od silnice.
Na jih od silnice se nacházejí nejdražší lokality, zejména v tzv. Estate Areas ve vesnicích Southampton Village, Water Mill, Bridgehampton, Sagaponack and East Hampton Village. Za zmínku stojí ulice Ox Pasture Road, Halsey Neck Lane, Coopers Neck Lane a First Neck Lane ve vesnici Southampton Village a Lee Avenue a West End Road ve vesnici East Hampton Village.
Nemovitosti, ležící přímo na pobřeží či na pláži, jsou samozřejmě ještě dražší. Ulice na pobřeží v Southampton Village (Gin Lane a Meadow Lane) a v East Hampton Village (Lily Pond Lane, Further Lane a West End Road) patří k nejdražším ulicím ve Spojených státech. Meadow Lane v Southampton Village se někdy říká "miliardářská ulička".
Sagaponack, Water Mill, a Bridgehampton byly zmíněny časopisem Business Week jako první, šestý a osmý nejdražší poštovní okrsek ve Spojených státech. V roce 2015 byl podle internetového časopisu Business Insider okrsek s poštovním směrovacím číslem (ZIP) 11962, který zahrnuje Sagaponack ve městě Southampton, místem s nejdražšími nemovitostmi ve Spojených státech, kde cenový medián prodávaných nemovitostí dosáhl 5,1 miliónu dolarů. V roce 2016 již v tomto okrsku dosáhl, podle stejného zdroje, cenový medián prodávaných nemovitostí 8,5 miliónu dolarů.
Komunitní vybavenost v této oblasti zahrnuje řadu uměleckých center, například Southampton Arts Center, Southampton Cultural Center, Pollock-Krasner House and Study Center ve Springs, Parrish Art Museum a Watermill Center v osadě Water Mill, Guild Hall, muzeum a divadlo, v East Hampton. Mezi sportovišti jsou vysoce ceněna především místní golfová hřiště. Soukromé golfové kluby v Southamptonu patří k nejexkluzivnějším a nejdražším v zemi. Za zmínku stojí golfová hřiště National Golf Links of America, Shinnecock Hills Golf Club a Sebonack Golf Club. Tyto golfové kluby jsou, podle amerického časopisu Golf Digest, osmým, čtvrtým a 41. nejlepším klubem ve Spojených státech. Tentýž časopis řadí Maidstone Club v East Hamptonu na 72. místo v zemi. K dalším soukromým klubům patří plavecké a tenisové kluby The Bathing Corporation of Southampton, Southampton Bath and Tennis Club, a Meadow Club v Southampton Village.
Podle Tima Davise z The Financial Times klesly v prvním čtvrtletí 2019 ceny nemovitostí v The Hamptons 19,3 % a cenový medián rodinného domu za celou oblast byl 860 000 dolarů. Podle místních obyvatel vedly daňové úlevy, zavedené prezidentem Trumpem, k odkladu nákupů drahých nemovitostí.

## The Hamptons v populární kultuře
The Hamptons a hamptonská smetánka se občas objevují ve filmech či televizních pořadech a seriálech (výběr):

### Ve filmech
- Většina děje filmu z roku 1989 Weekend at Bernie's se odehrává v Hamptons, ale ve skutečnosti bylo vše filmováno na ostrově Bald Head Island v Severní Karolíně.
- Ve filmu z roku 2003 Lepší pozdě nežli později (Something's Gotta Give), hlavní postava žije v domě na pláži v ulici Meadow Lane v Southampton Village.
- Ve filmu z roku 2004 Věčný svit neposkvrněné mysli (Eternal Sunshine of the Spotless Mind) se dvě hlavní postavy potkají ve vlaku jedoucím z Montauku.
- Většina děje filmu z roku 2004 White Chicks se odehrává v Hamptons.
- Ve filmu Inside Job, dokumentu z roku 2010 o finanční krizi 2007–2010 od Charlese H. Fergusona, the Hamptons jsou zobrazeny jako místo setkávání pro obchodníky a investiční bankéře z Wall Street. Ve filmu jsou z ptačí perspektivy zabírány pláže a domy v okolí.[14]
- Ve filmu z roku 2011 Something Borrowed se děj odehrává v Hamptons.

### V televizi
- V seriálu Přátelé se finále sezóny 3 („The One at the Beach“) odehrává v domě na pláži v Montauku, když se tam Phoebe vypraví hledat svou rodnou matku.
- V seriálu Show Jerryho Seinfelda (Seinfeld), v episodě z 5. sezóny navštíví Jerry Seinfeld, Elaine Benes, George Costanza, a Cosmo Kramer the Hamptons, kde zažijí několik typických bláznivých příhod (objeví škaredé miminko, Kramer ilegálně získá lobstery z pastí a George je přistižen nahý a coby oběť „smrsknutí“). V epizodě 9. sezóny „The Wizard“, vlastní George „smyšlené místo v Hamptons“ kam vezme rodiče své zesnulé snoubenky Susan Ross.
- Řada epizod seriálu The Real Housewives of New York City je filmována v Hamptons, kde se postavy účastní společenského života a charitativních akcí v East Endu[15][16] a několik postav vlastní (či dříve vlastnilo) domy ve východní části Long Islandu, konkrétně Cindy Barshop, Kelly Killoren Bensimon,[17] LuAnn de Lesseps, Ramona Singer a Jill Zarin.
- Super drbna (Gossip Girl) se odehrává v The Hamptons během prvních dvou epizod druhé sezóny, kdy jsou postavy pryč z New Yorku během letní dovolené.
- Většina poslední sezóny seriálu Jak jsem poznal vaši matku (How I Met Your Mother) se odehrává ve fiktivní osadě v Hamptons, zvané „Farhampton“.

### Jiné
- Hlavní postava knihy Kurta Vonneguta Jr. Modrovous (Bluebeard), Rabo Karbekian, žije v East Hamptonu.
- V knize Breta Eastona Ellise z roku 1991, “Americké Psycho”, hlavní postava, Patrick Bateman, odjíždí do East Hamptonu na letní dovolenou.